# Lycaena hippothoe
La manto de cobre (Lycaena hippothoe) es una especie de insectos lepidópteros, en concreto de mariposas de la familia Lycaenidae.
Fue descrita por Linnaeus en 1761.

## Descripción
La envergadura alar es de 28 a 38 mm, algunos machos de esta especie pueden ser absolutamente impresionantes, con un rico color anaranjado rojizo con toques púrpura iridiscente.

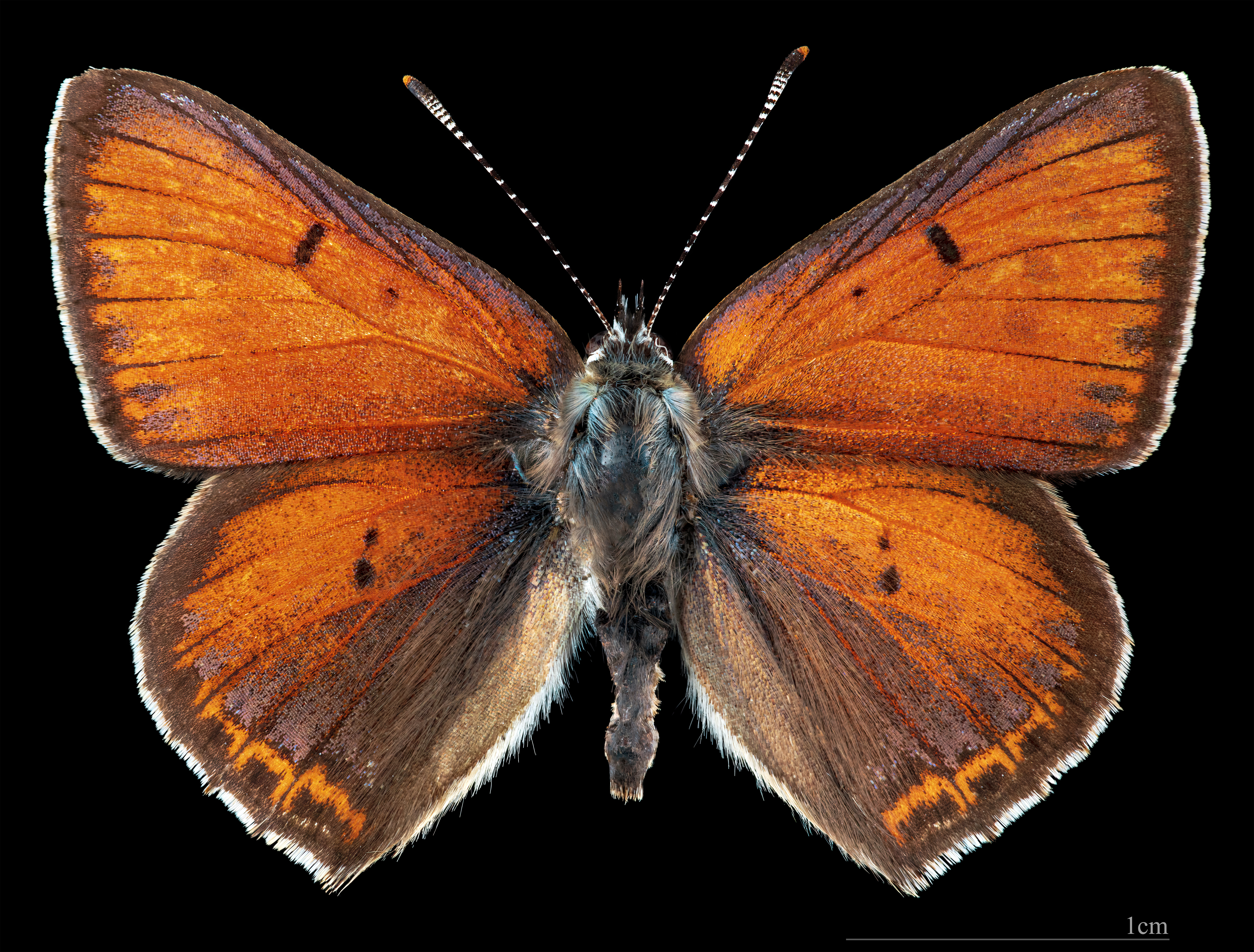
Lycaena hippothoe ♂
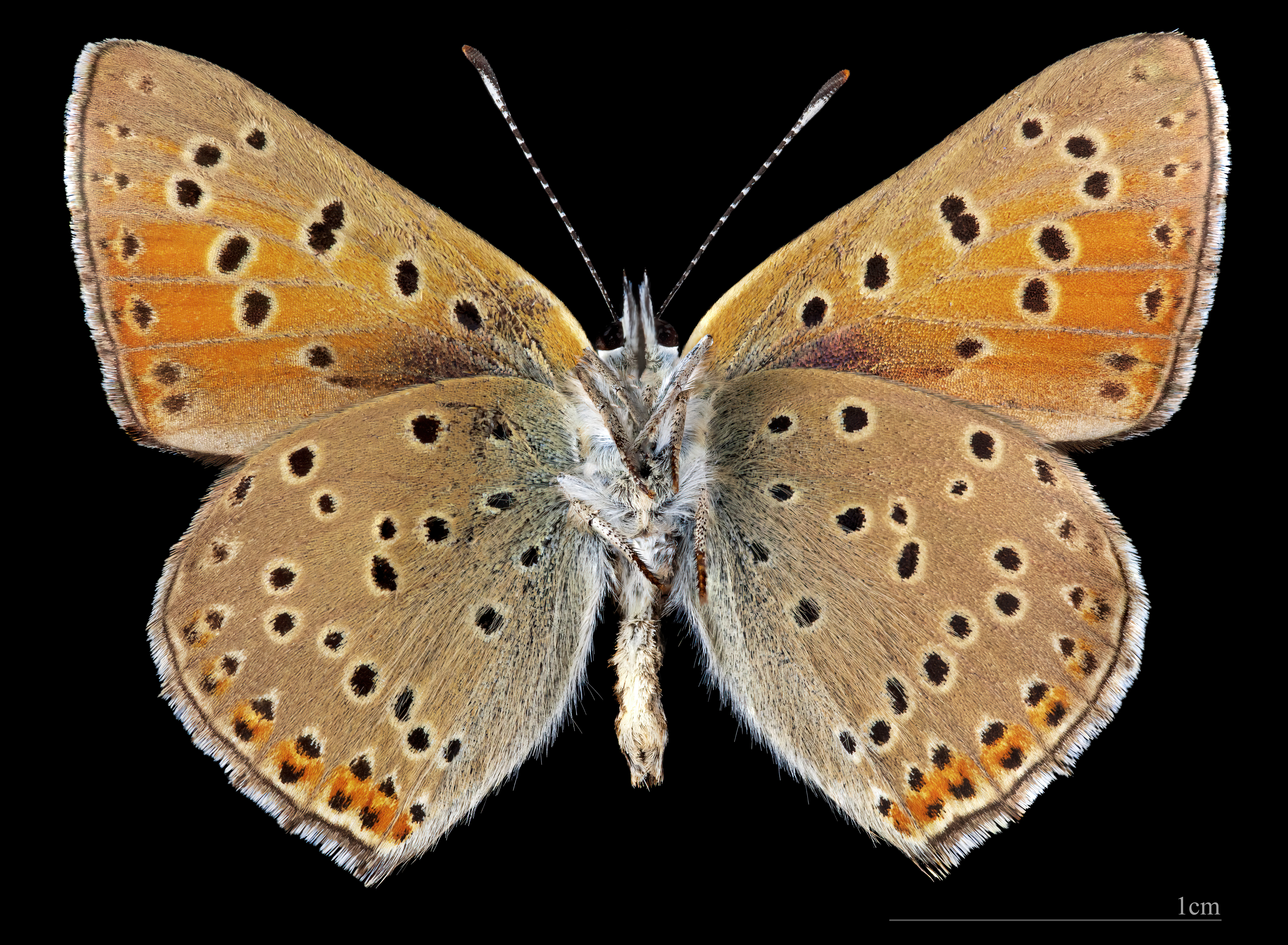
Lycaena hippothoe ♂   △

## Distribución
Vuela en la Europa del Norte, sur de los Urales y macizo de Altái, límite con el río Amur, ausente en las islas británicas, noroeste de Francia, Italia y Grecia. En España se distribuye por su zona norte, desde Galicia, Asturias, cordillera Cantábrica hasta los Pirineos, Sierra de la Demanda y Moncayo.  Vuela a unos 1500 metros pudiendo llegar hasta los 2500 metros en laderas de montañas.

## Periodo de vuelo
Univoltina, según la zona de Europa puede ser bivoltina, como Europa del Este. De julio a mediados de septiembre.

## Hábitat
Prados húmedos alpinos, encharcados, turberas.

## Biología
Sus plantas hospederas son Rumex acetosa, Rumex hydrolapathum, Rumex confertus, Polygonum bistorta, en Rusia, hibernando como larva joven.